# Marele Premiu al Belgiei din 2020
Marele Premiu al Belgiei din 2020 (cunoscut oficial ca Formula 1 Rolex Belgian Grand Prix 2020) a fost o cursă auto de Formula 1 ce s-a desfășurat pe 30 august 2020 la Spa-Francorchamps, Stavelot, Belgia. Cursa a fost cea de-a șaptea etapă a Sezonului de Formula 1 din 2020.

## Calificări
| Poz.                  | Nr. | Pilot              | Constructor               | Timpi calificări | Timpi calificări | Timpi calificări | Grila finală |
| Poz.                  | Nr. | Pilot              | Constructor               | Q1               | Q2               | Q3               | Grila finală |
| --------------------- | --- | ------------------ | ------------------------- | ---------------- | ---------------- | ---------------- | ------------ |
| 1                     | 44  | Lewis Hamilton     | Mercedes                  | 1:42,323         | 1:42,014         | 1:41,252         | 1            |
| 2                     | 77  | Valtteri Bottas    | Mercedes                  | 1:42,534         | 1:42,126         | 1:41,763         | 2            |
| 3                     | 33  | Max Verstappen     | Red Bull Racing-Honda     | 1:43,197         | 1:42,473         | 1:41,778         | 3            |
| 4                     | 3   | Daniel Ricciardo   | Renault                   | 1:43,309         | 1:42,487         | 1:42,061         | 4            |
| 5                     | 23  | Alexander Albon    | Red Bull Racing-Honda     | 1:43,418         | 1:42,193         | 1:42,264         | 5            |
| 6                     | 31  | Esteban Ocon       | Renault                   | 1:43,505         | 1:42,534         | 1:42,396         | 6            |
| 7                     | 55  | Carlos Sainz Jr.   | McLaren-Renault           | 1:43,322         | 1:42,478         | 1:42,438         | 7            |
| 8                     | 11  | Sergio Pérez       | Racing Point-BWT Mercedes | 1:43,349         | 1:42,670         | 1:42,532         | 8            |
| 9                     | 18  | Lance Stroll       | Racing Point-BWT Mercedes | 1:43,265         | 1:42,491         | 1:42,603         | 9            |
| 10                    | 4   | Lando Norris       | McLaren-Renault           | 1:43,514         | 1:42,722         | 1:42,657         | 10           |
| 11                    | 26  | Daniil Kveat       | AlphaTauri-Honda          | 1:43,267         | 1:42,730         | N/A              | 11           |
| 12                    | 10  | Pierre Gasly       | AlphaTauri-Honda          | 1:43,262         | 1:42,745         | N/A              | 12           |
| 13                    | 16  | Charles Leclerc    | Ferrari                   | 1:43,656         | 1:42,996         | N/A              | 13           |
| 14                    | 5   | Sebastian Vettel   | Ferrari                   | 1:43,567         | 1:43,261         | N/A              | 14           |
| 15                    | 63  | George Russell     | Williams-Mercedes         | 1:43,630         | 1:43,468         | N/A              | 15           |
| 16                    | 7   | Kimi Räikkönen     | Alfa Romeo Racing-Ferrari | 1:43,743         | N/A              | N/A              | 16           |
| 17                    | 8   | Romain Grosjean    | Haas-Ferrari              | 1:43,838         | N/A              | N/A              | 17           |
| 18                    | 99  | Antonio Giovinazzi | Alfa Romeo Racing-Ferrari | 1:43,950         | N/A              | N/A              | 18           |
| 19                    | 6   | Nicholas Latifi    | Williams-Mercedes         | 1:44,138         | N/A              | N/A              | 19           |
| 20                    | 20  | Kevin Magnussen    | Haas-Ferrari              | 1:44,314         | N/A              | N/A              | 20           |
| Regula 107%: 1:49,485 |     |                    |                           |                  |                  |                  |              |
| Sursa:                |     |                    |                           |                  |                  |                  |              |

## Cursă
| Poz.                                                                | Nr. | Pilot              | Constructor               | Tururi | Timp/Retras | Grilă | Puncte |
| ------------------------------------------------------------------- | --- | ------------------ | ------------------------- | ------ | ----------- | ----- | ------ |
| 1                                                                   | 44  | Lewis Hamilton     | Mercedes                  | 44     | 1:24:08,761 | 1     | 25     |
| 2                                                                   | 77  | Valtteri Bottas    | Mercedes                  | 44     | +8,448      | 2     | 18     |
| 3                                                                   | 33  | Max Verstappen     | Red Bull Racing-Honda     | 44     | +15,455     | 3     | 15     |
| 4                                                                   | 3   | Daniel Ricciardo   | Renault                   | 44     | +18,877     | 4     | 13     |
| 5                                                                   | 31  | Esteban Ocon       | Renault                   | 44     | +40,650     | 6     | 10     |
| 6                                                                   | 23  | Alexander Albon    | Red Bull Racing-Honda     | 44     | +42,712     | 5     | 8      |
| 7                                                                   | 4   | Lando Norris       | McLaren-Renault           | 44     | +43,774     | 10    | 6      |
| 8                                                                   | 10  | Pierre Gasly       | AlphaTauri-Honda          | 44     | +47,371     | 12    | 4      |
| 9                                                                   | 18  | Lance Stroll       | Racing Point-BWT Mercedes | 44     | +52,603     | 9     | 2      |
| 10                                                                  | 11  | Sergio Pérez       | Racing Point-BWT Mercedes | 44     | +53,179     | 8     | 1      |
| 11                                                                  | 26  | Daniil Kveat       | AlphaTauri-Honda          | 44     | +1:10,200   | 11    |        |
| 12                                                                  | 7   | Kimi Räikkönen     | Alfa Romeo Racing-Ferrari | 44     | +1:11,504   | 16    |        |
| 13                                                                  | 5   | Sebastian Vettel   | Ferrari                   | 44     | +1:12,894   | 14    |        |
| 14                                                                  | 16  | Charles Leclerc    | Ferrari                   | 44     | +1:14,920   | 13    |        |
| 15                                                                  | 8   | Romain Grosjean    | Haas-Ferrari              | 44     | +1:16,793   | 17    |        |
| 16                                                                  | 6   | Nicholas Latifi    | Williams-Mercedes         | 44     | +1:17,795   | 19    |        |
| 17                                                                  | 20  | Kevin Magnussen    | Haas-Ferrari              | 44     | +1:25,540   | 20    |        |
| Ab                                                                  | 99  | Antonio Giovinazzi | Alfa Romeo Racing-Ferrari | 9      | Accident    | 18    |        |
| Ab                                                                  | 6   | George Russell     | Williams-Mercedes         | 9      | Coliziune   | 15    |        |
| NS                                                                  | 55  | Carlos Sainz Jr.   | McLaren-Renault           | 0      | Motor       | —     |        |
| Cel mai rapid tur: Daniel Ricciardo (Renault) – 1:47,483 (turul 44) |     |                    |                           |        |             |       |        |
| Sursa:                                                              |     |                    |                           |        |             |       |        |

Note
- ^1 – Include un punct pentru cel mai rapid tur.
- ^2 – Carlos Sainz Jr. nu a început cursa, iar locul său pe grilă a rămas liber.[3]

## Clasamentele campionatelor după cursă
|        | Poz. | Pilot           | Puncte |
| ------ | ---- | --------------- | ------ |
|        | 1    | Lewis Hamilton  | 157    |
|        | 2    | Max Verstappen  | 110    |
|        | 3    | Valtteri Bottas | 107    |
| 2      | 4    | Alexander Albon | 48     |
| 1      | 5    | Charles Leclerc | 45     |
| Sursa: |      |                 |        |

|        | Poz. | Constructor               | Puncte |
| ------ | ---- | ------------------------- | ------ |
|        | 1    | Mercedes                  | 264    |
|        | 2    | Red Bull Racing-Honda     | 158    |
| 1      | 3    | McLaren-Renault           | 68     |
| 1      | 4    | Racing Point-BWT Mercedes | 66     |
|        | 5    | Ferrari                   | 61     |
| Sursa: |      |                           |        |

- Notă: Doar primele cinci locuri sunt prezentate în ambele clasamente.